# Береговий провулок
Берегови́й прову́лок — зниклий провулок, що існував у Дарницькому районі міста Києва, місцевість Червоний хутір. Пролягав від Вірменської до Ташкентської вулиці. 

## Історія
Провулок виник у середині XX століття під назвою Нова вулиця. Назву Береговий провулок отримав 1955 року. 
Ліквідований на межі 1970–80-х років у зв'язку з локальними знесеннями малоповерхової забудови в середній частині Червоного хутора (нині на місці провулку будинки № 29 та 33 по Вірменській вулиці).